# ريفالتا دي تورينو
ريفالتا دي تورينو هي بلدية (بلدية) في مدينة تورينو الحضرية في المنطقة الإيطالية بيدمونت ، وتقع حوالي 14 كم جنوب غرب تورينو في وادي سانجون.
فهي موطن لقلعة من القرون الوسطى نشأت حولها المدينة منذ القرن الحادي عشر. كانت القلعة والقرية مملوكتين لفرع أورسيني المحلي حتى عام 1823. تتمتع القلعة بمظهر هائل وتم الوصول إليها مرة واحدة من خلال جسر متحرك ، وتم استبداله الآن بجسر حجري. في عام 1836 ، كان الكاتب الفرنسي أونوريه دي بلزاك ضيفًا على اللورد المحلي ، الكونت سيزار بينيفيلو ، وفقًا لشهادة نقش في محكمة القلعة

## روابط خارجية
- الموقع الرسمي